# Rybczyzna
Rybczyzna [rɨpˈt͡ʂɨzna] est un village polonais de la gmina de Rajgród dans le powiat de Grajewo et dans la voïvodie de Podlachie. Il se situe à environ 4 kilomètres au sud de Rajgród, à 18 kilomètres à l'est de Grajewo et à 72 kilomètres au nord-ouest de Białystok. 